# Gente comune (programma televisivo)
Gente comune è stato un programma televisivo italiano di genere talk show, andato in onda nel periodo 1990-1991 su Canale 5, con la conduzione di Silvana Giacobini affiancata da Francesca Reggiani.
Il programma, trasmesso nella tarda mattinata, aveva tra gli ospiti fissi Daniela Rando, e vi ha preso parte anche Giucas Casella. L'ideatrice era Daniela Rosati, anche lei ospite fissa del programma, conducendo la rubrica dedicata all'oroscopo quotidiano.